# Lune de miel (film, 1985)
Pour les articles homonymes, voir Lune de miel.
Pour plus de détails, voir Fiche technique et Distribution.
Lune de miel est un film franco-québécois réalisé par Patrick Jamain, sorti en 1985.

## Synopsis
Son compagnon Michel étant arrêté pour trafic de drogue, Cécile contracte un mariage blanc afin de rester à New York.

## Fiche technique
- Titre : Lune de miel
- Réalisateur : Patrick Jamain
- Scénario : Patrick Jamain, Philippe Setbon
- Photographie : Daniel Diot
- Montage : Robert Rongier
- Musique : Robert Charlebois
- Son : Pascal d'Hueppe, Bernard Rochut
- Sociétés de production : Malofilm, TF1 Films Productions, Téléfilm Canada
- Pays d'origine :  France |  Canada
- Durée : 101 minutes
- Dates de sortie : France, 20 novembre 1985

## Distribution
- Nathalie Baye : Cécile
- John Shea : Freestamp
- Richard Berry : Michel
- Marla Lukofsky : Sally
- Michel Beaune : Maître Garnier
- Peter Donat : Novak